# ستافانغر

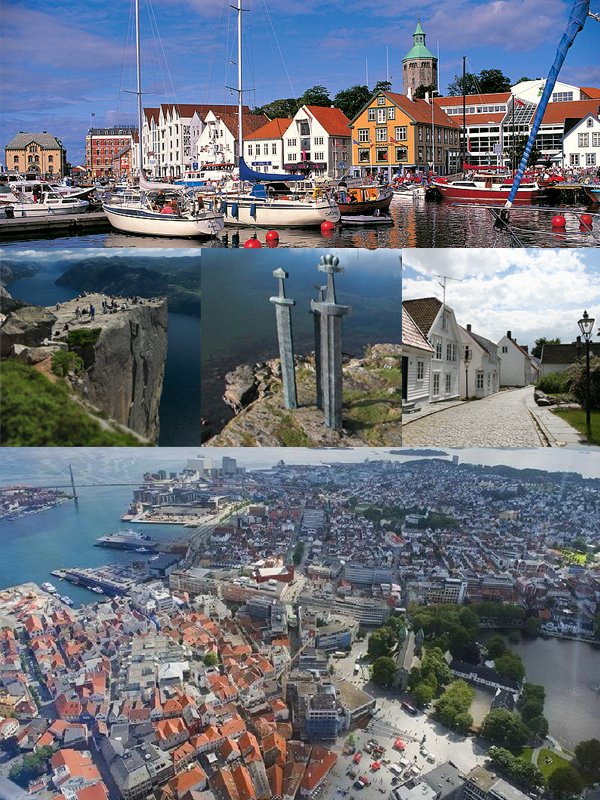

شعار المدينة

ستافانغر (لفظ نرويجي: [stɑˈʋɑŋər]  ( استمع)) هي مدينة وبلدية في مقاطعة روغالان في النرويج.
يبلغ عدد سكان مدينة ستافانغر 126,469، وهي المركز الإداري لإقليم روغالان، كما أنها رابع أكبر مدينة بالنرويج وثالث أكبر منطقة سكنية، ويشار إليها بأنها عاصمة البترول في النرويج.
ترجع فترة تأسيس المدينة إلى حقبة الفايكينغ، ولكنها لم تظهر كأحدى المدن النرويجية الكبرى إلا في بداية القرن العشرين وذلك على إثر اكتشاف النفط بسواحل النرويج. المصدر الرئيسي للدخل في المنطقة ياتي من قطاع النفط

## الأحياء
يتم رسميا تقسيم ستافنجر إلى 22 أجزاء و 218 أجزاء فرعية. ستافانغر مقسمة أيضا إلى 7 أحياء.
- هوندفوغ
- تاستا
- أيغانيس وفوغلند
- مادلا
- ستورهوغ
- هيليفوغ
- هينا

## المدن المتوأمة - مدن شقيقة
يوجد لدى ستافانغر بعض المدن الشقيقة؛ وهم:
- أبردين، المملكة المتحدة[12]
- باكو، أذربيجان
- أنتسيرابي، مدغشقر
- إسبيرغ، الدنمارك
- إسكيلستونا، السويد
- إستيلي، نيكاراغوا
- نيسكاوبستاذور، أيسلندا
- غالفيستون، الولايات المتحدة
- هارلو، الولايات المتحدة
- تولوز، فرنسا
- هيوستن، الولايات المتحدة
- يوفاسكولا، فنلندا
- نابلس، السلطة الفلسطينية
- نتانيا، إسرائيل
- مصوع، إريتريا
- شيسترفيلد، المملكة المتحدة

## أعلام
- ليف كريستين
- هاكون إلينجسن
- آلف إينغ هالاند
- هارتفيغ سفيردروب إيكوف
- أورورا
- ويليام دانيلسن
- إريك تورشتفت
- كريستيان لويس لانج
- إدغار فالش
- هارتمان بيورنسن